# Brother Love
Brother Love (cunoscut și sub numele de Larry Florman; n.  ?) este un cântăreț de origine americană. Până în prezent Florman a lansat două albume, ambele pe cont propriu, nefiind sprijinit de o casă de înregistrări.

## Discografie
- Album Of The Year (2004, Independent)
- Turn It Up! (2007, Independent)